# Kompeitō

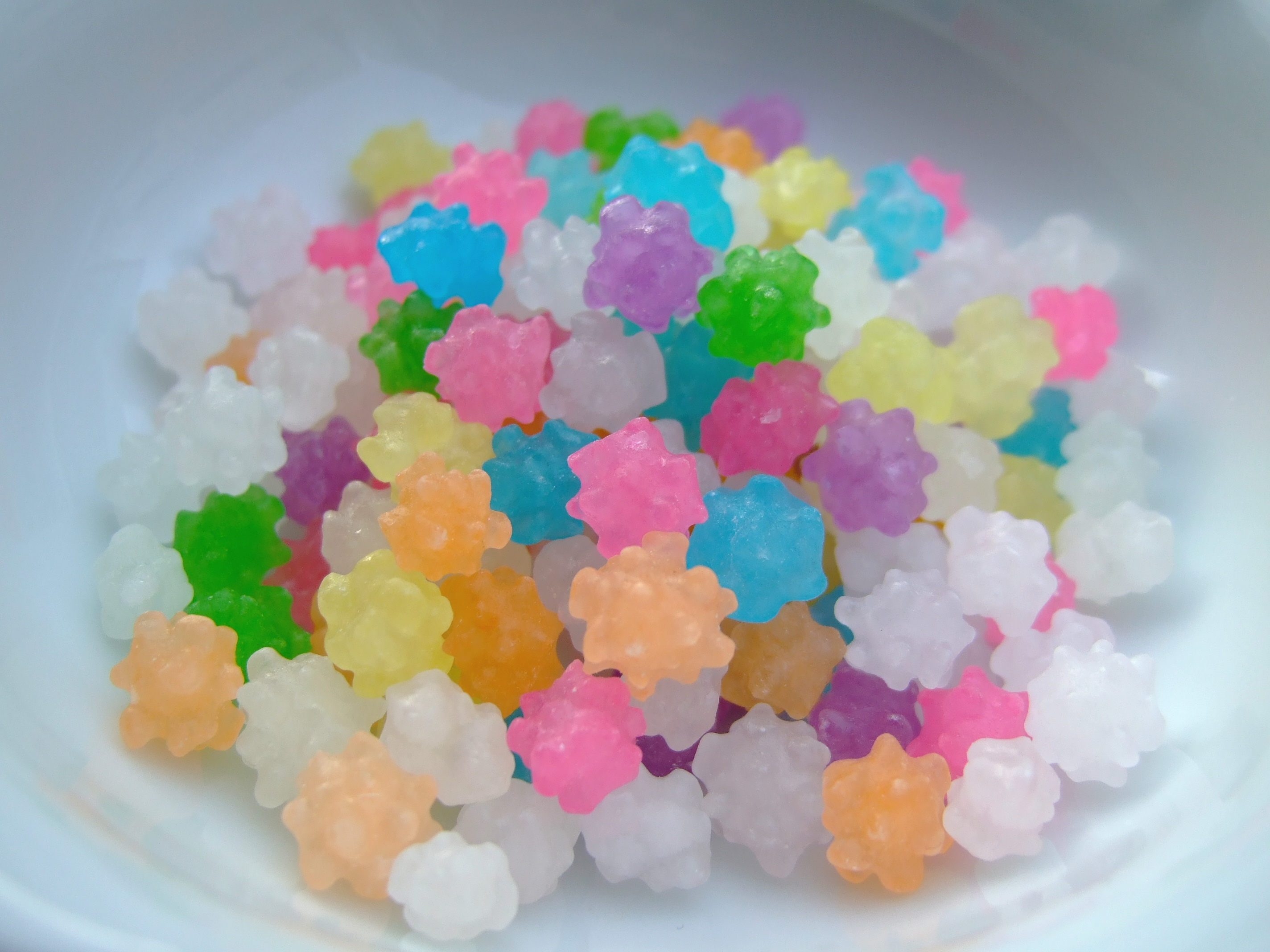
Kompeitō

Kompeitō (jap. 金平糖) bzw. Konpeitō ist eine japanische Süßigkeit aus Zuckersirup.

## Etymologie
Kompeitō ist abgeleitet von dem portugiesischen Wort confeito für Konfekt.
Die übliche Schreibweise im Japanischen ist traditionell 金平糖, was wörtlich „goldener flacher Zucker“ bedeuten würde, wobei die Schriftzeichen jedoch hauptsächlich nach lautlicher Entsprechung zur Aussprache des portugiesischen Begriffs gewählt wurden (Ateji). Dies gilt auch für die Varianten 金米糖 („goldener Reiszucker“) und 金餅糖 („goldener Mochizucker“). Umgekehrt verhält es sich bei 糖花 was „Zuckerblume“ bedeutet – eine Jukujikun, d. h. man hat den die Sache sinngemäß beschreibenden Schriftzeichen ohne Rücksicht auf ihre tatsächliche Aussprache die Lesung Kompeitō gegeben. Modern wird auch eine rein phonetische Schreibweise mit den Katakana コンペイトー oder Hiragana こんぺいとう genutzt.

## Geschichte
Im 16. Jahrhundert wurde die Technik zur Herstellung von Süßigkeiten von portugiesischen Händlern nach Japan eingeführt. Im April 1569 machte Luís Fróis bei seiner Audienz bei Oda Nobunaga diesem Konfekt zum Geschenk. Ihara Saikaku beschrieb in der Sittenschilderung japanischer Kaufleute Nippon Eitaigura 1688 die Kompeitō-Herstellung.
Da damals in Japan weder Infrastruktur noch Technologie zur Zubereitung von Zucker vorhanden war und zur Zubereitung von confeito viel Zucker benötigt wird, handelte es sich um eine seltene und kostbare Süßigkeit. In der Meiji-Zeit wurde Kompeitō dann bereits als normale japanische Süßigkeit bezeichnet.

## Herstellung
Kompeitō besitzt normalerweise einen Durchmesser von 5 bis 10 Millimeter und wird durch mehrfaches Umhüllen eines Mohn- seltener auch Sesamsamens mit Zuckersirup erzeugt. Dabei wird der Samen über mehrere Tage gedreht, aufgeheizt und mit Sirup überzogen, bis der charakteristische Ball mit kleinen Hügeln entsteht. Die Herstellung dauert normalerweise 7–13 Tage und erfolgt auch heute noch teilweise in Handarbeit.
Die Entstehung dieser Hügel wird auf die Unebenheit der verwendeten Samen zurückgeführt, die anfänglich zu einer ungleichmäßigen Bedeckung des Samens mit dem Zuckersirup führt. Dadurch, dass Stellen mit mehr Zuckersirup schneller erstarren und damit die Unebenheit ansteigt, entstehen die markanten Hügel.